# Discografia degli Edguy
Questa voce raccoglie l'intera discografia della band power metal tedesca Edguy dagli esordi fino ai tempi odierni.

## Demo
- 1994 - Evil Minded
- 1994 - Children of Steel

## Album in studio
- 1995 - Savage Poetry
- 1997 - Kingdom of Madness
- 1998 - Vain Glory Opera
- 1999 - Theater of Salvation
- 2000 - The Savage Poetry
- 2001 - Mandrake
- 2004 - Hellfire Club
- 2006 - Rocket Ride
- 2008 - Tinnitus Sanctus
- 2011 - Age of the Joker
- 2014 - Space Police - Defenders of the Crown
- 2017 - Monuments

## Album dal vivo
- 2003 - Burning Down the Opera
- 2009 - Fucking with F*** - Live

## Raccolte
- 2004 - Hall of Flames
- 2008 - The Singles

## EP
- 2004 - King of Fools
- 2005 - Superheroes

- 2001 - Painting on the Wall (Singolo)
- 2004 - Lavatory Love Machine (Singolo)

## Album video
- 2005 - Superheroes (DVD)
- 2009 - Fucking with F*** - Live (DVD)

## Videoclip
- 2001 - All the Clowns
- 2004 - King of Fools
- 2004 - Lavatory Love Machine
- 2005 - Superheroes
- 2008 - Ministry of Saints
- 2011 - Robin Hood